# مشكلة الرميات المنحنية
مشكلة الرميات المنحنية هو فيلم دراما تم إنتاجه في الولايات المتحدة وصدر في سنة 2012. من بطولة كلينت إيستوود وإيمي آدمز وجستين تيمبرلك وماثيو ليلارد وجون غودمان.

## القصة
تدور قصة الفيلم حول «جوس» الذي يحب رياضة البيسبول على الرغم من سنه ومرضه، وتحاول ابنته «ميكي» مساعدته في تخطي ذلك عندما تاتي ببعض اللاعبين الجدد، وتتعرف من خلالها على «جوني»؛ الذي يعجب بها، وتنشأ بينهما قصة حب.

## الميزانية والإيرادات
بلغت تكلفة إنتاج الفيلم حوالي 60 مليون دولار بينما حقق إيرادات تقدر بـ 49 مليون دولار.

## وصلات خارجية
- مشكلة الرميات المنحنية على موقع IMDb (الإنجليزية)
- مشكلة الرميات المنحنية على موقع ميتاكريتيك (الإنجليزية)
- مشكلة الرميات المنحنية على موقع الموسوعة البريطانية (الإنجليزية)
- مشكلة الرميات المنحنية على موقع روتن توميتوز (الإنجليزية)
- مشكلة الرميات المنحنية على موقع نتفليكس (الإنجليزية)
- مشكلة الرميات المنحنية على موقع قاعدة بيانات الأفلام العربية
- مشكلة الرميات المنحنية على موقع ألو سيني (الفرنسية)
- مشكلة الرميات المنحنية على موقع Turner Classic Movies (الإنجليزية)
- مشكلة الرميات المنحنية على موقع أول موفي (الإنجليزية)
- مشكلة الرميات المنحنية على موقع بوكس أوفيس موجو (الإنجليزية)